# انگیزه‌ها (فیلم)
انگیزه‌ها (انگلیسی: Motives) فیلمی در ژانر مهیج محصول سال ۲۰۰۴ است. از بازیگران آن می‌توان به ویویکا ای فاکس، گلدن بروکس و کشیا نایت پولیام اشاره کرد.